# Godavarirennvogel
Der Godavarirennvogel (Rhinoptilus bitorquatus) ist eine extrem seltene, kaum erforschte Vogelart aus der Familie der Brachschwalbenartigen (Glareolidae). Er ist im Süden des indischen Bundesstaates Andhra Pradesh endemisch.

## Merkmale

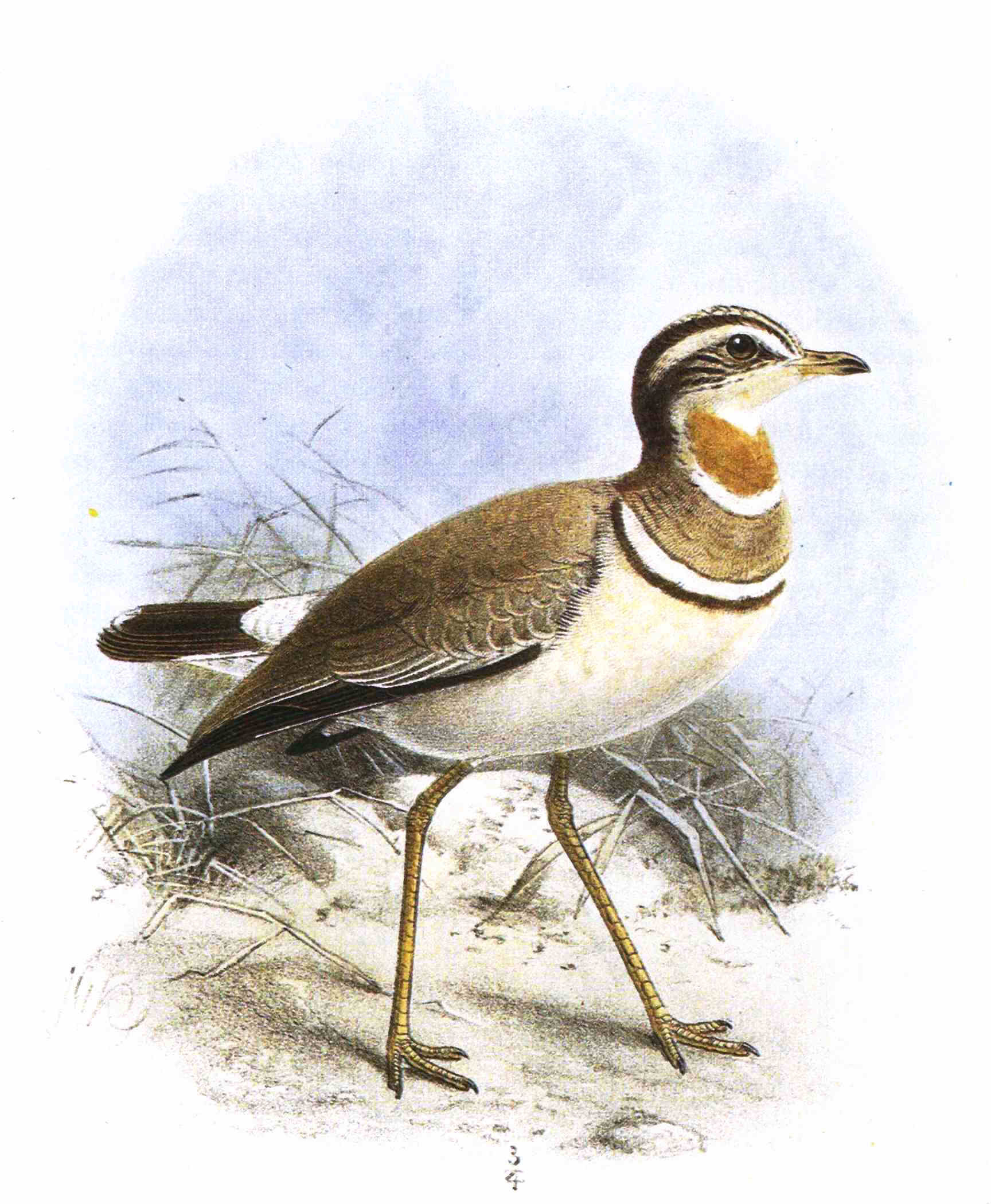
Illustration von John Gerrard Keulemans

Der Godavarirennvogel erreicht eine Körperlänge von 27 cm. Scheitel und Hinternacken sind dunkelbraun. Der Mittelstreifen am Oberkopf ist weißlich. Die breiten, weißen Überaugenstreifen formen manchmal ein V am Hinternacken. Die Zügel und der Bereich unter den Augen sind cremefarben getönt. Die übrige Oberseite und ein breites Brustband sind rosa-sandbraun. Kinn und Kehle sind weiß mit einem breiten orange-rötlichen Fleck auf dem Vorderhals. Die braune Brust ist oberhalb und unterhalb mit einem schmalen, dunklen Band gesäumt. Über der Unterbrust verläuft ein weißes Band, das unterhalb von einem schmalen, dunklen Band gesäumt wird. Die übrige Unterseite ist überwiegend weiß. Die Oberflügeldecken sind weiß gesäumt. Die Schwungfedern haben schwarze und weiße Flecken an den Flügelspitzen der äußersten dritten und vierten Handschwinge. Die Unterflügeldecken sind hauptsächlich cremeweiß mit schwarzen und rotbraunen Flecken am Flügelbug. Der Schwanz ist schwarz mit weißer Basis, der Schnabel ist schwarz mit gelber Basis, die Beine sind gelblichweiß. Der Godavarirennvogel ist die einzige Rennvogel-Art mit weißen Flügelspitzen. Die Kopf- und Halsmusterung ist ausgeprägt. Das Jugendkleid ist unbeschrieben, aber Vermutungen gehen dahin, dass die Oberseite hell gesäumt ist und dass die Kopf- und Brustmarkierungen undeutlich sind, wie bei den afrotropischen Verwandten.

## Verbreitung

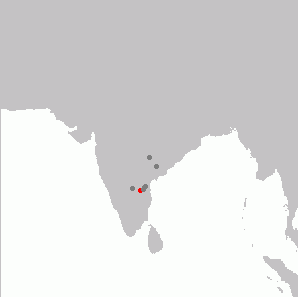
Verbreitungsgebiet des Godavarirennvogels
#AAAAAA Fundorte der Belegexemplare
1. FF0000 Aktuelle Verbreitung

Das Verbreitungsgebiet des Godavarirennvogels ist heute auf das Gebiet am Fluss Pennar im Süden des indischen Bundesstaates Andhra Pradesh beschränkt. Ältere Aufzeichnungen sind vom Godavari-Tal im Süden von Andhra Pradesh, aus dem Südosten von Maharashtra und dem Nordosten von Andhra Pradesh bekannt. Der Godavarirennvogel galt bis zu seiner Wiederentdeckung 1986 in der Gegend von Lankamalai als ausgestorben und wurde seither an wenigen weiteren Orten in den Hügelketten von Lankamalai, Velikonda und Palakonda gefunden. 2009 gab es eine bestätigte Sichtung im Distrikt Kadapa.

## Lebensraum
Der Godavarirennvogel bewohnt trockenen, felsigen, hügeligen Boden mit einer dünnen Wald- oder Gestrüppdecke. Obwohl er von Thomas Caverhill Jerdon als Bergform des Rennvogels angesehen wurde, konnte er während einer Expedition von William Thomas Blanford (1895–1898) nie auf Hügeln gesichtet werden, ein Umstand, der sich durch mäßige jahreszeitlich bedingte Wanderungen in größere Höhenlagen erklären lässt. Die Vögel wurden früher auf unbewachsenen, graslosen Flächen zwischen Büschen im Dickicht am Fuß der Berge gefunden, wo die Vegetation sowohl aus dornigem (hauptsächlich dominiert von den Gattungen Acacia, Ziziphus und Carissa) als auch aus nicht dornigem Dickicht (hauptsächlich dominiert von Cassia, Hardwickia, Dalbergia, Butea und Anogeissus) bestand. Dieses Buschwerk war im Allgemeinen 2 bis 4 m hoch, wobei Hardwickia Wuchshöhen von über 5 m erreicht. Der bevorzugte Lebensraum war offenbar ein dünner Buschwald-Streifen zwischen dichteren Wäldern und beweideten oder kultivierten Flächen. Tagsüber verstecken sich die Vögel zwischen von Wachsbäumen dominierten Dornenbuschwäldern. In den Jahren 1994/1995 gab es Sichtungen im Sri Lankamaleshwara Wildlife Sanctuary in der Nähe kleiner Gewässer im überfluteten Grasland.

## Wanderungen
Die eher abgerundeten Flügel deuten darauf hin, dass die Art ortsgebunden ist. Nach Angaben von lokalen Vogelfängern waren während der Monsunzeit hauptsächlich Schwärme von 7 bis 8 Vögeln zu sehen, die in die Hügel und das übrige Jahr in die Gebirgsausläufer wanderten.

## Nahrungsverhalten
Über sein Nahrungsverhalten ist praktisch nichts bekannt. Er ist nachtaktiv und ernährt sich vermutlich hauptsächlich von Insekten, einschließlich Termiten.

## Lautäußerungen
Frühere Beschreibungen von Lautäußerungen, die dieser Art zugeschrieben wurden, gelten nun als Ergebnis einer Verwechslung mit dem Indientriel (Burhinus indicus). Das Männchen singt offenbar einige Minuten lang im Morgengrauen und in der Abenddämmerung außerhalb der Fortpflanzungszeit, wobei dieser Gesang aus klagenden Tönen besteht. Die erste Note jedes Tonpaares ist stakkatoartig und stark aufwärts gerichtet, die zweite abwärts gerichtet und weniger abrupt. Seine Rufe hören sich wie Twick-to...Twick-to... Twick-too oder Yak-wak...Yak-wak an.

## Fortpflanzungsverhalten

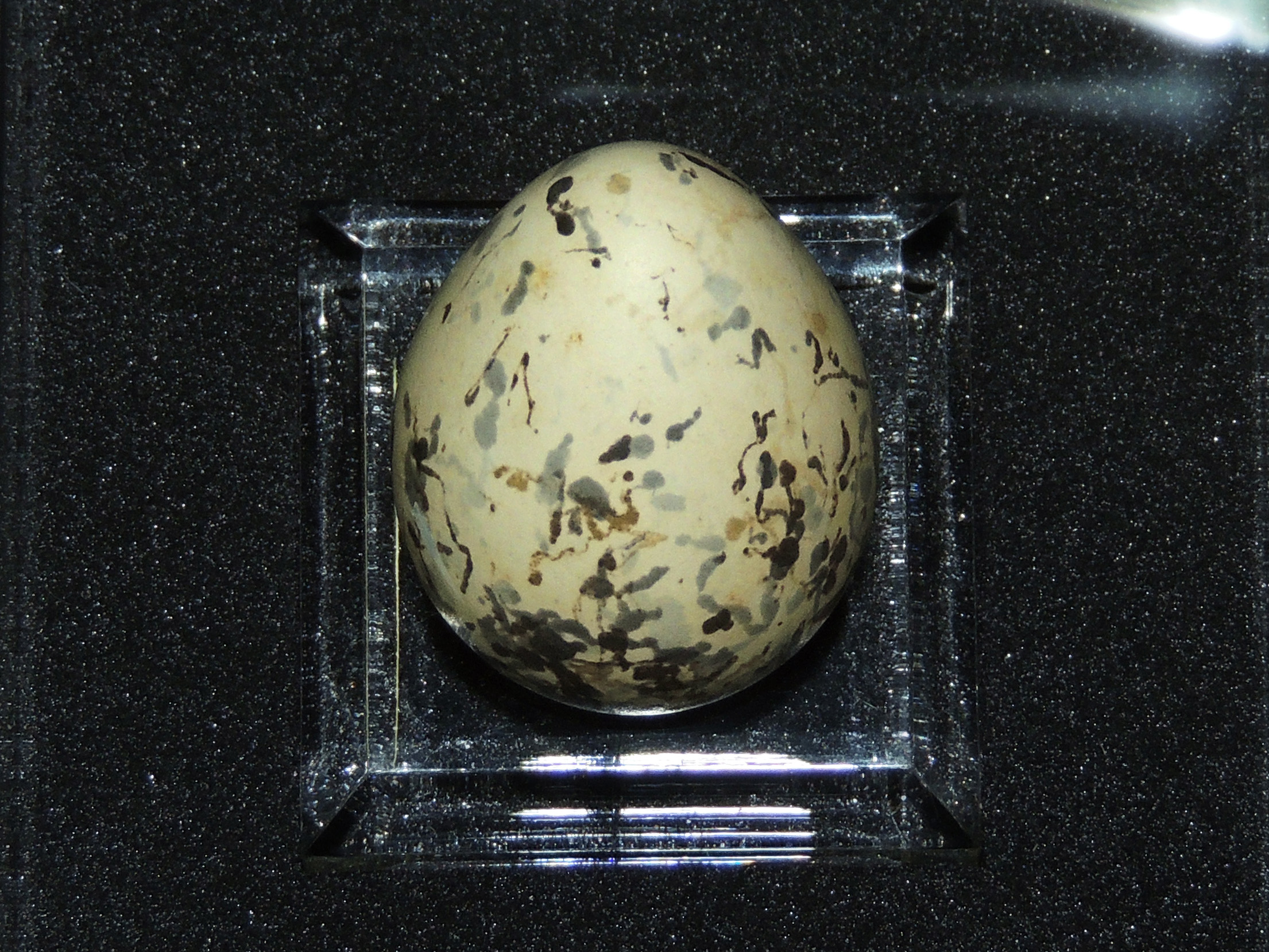
Ei des Godavarirennvogels in der Sammlung des Zoology Museum, University of Aberdeen.

Über das Fortpflanzungsverhalten sind keine authentischen Informationen verfügbar. Im Juni gesammelte Männchen hatten vergrößerte Keimdrüsen. Ein mutmaßliches Gelege mit zwei gelben Eiern, die auf dem Boden abgelegt wurden, soll 1895 geerntet worden sein, während Ortsansässige ähnliche Behauptungen aufstellten.

## Status

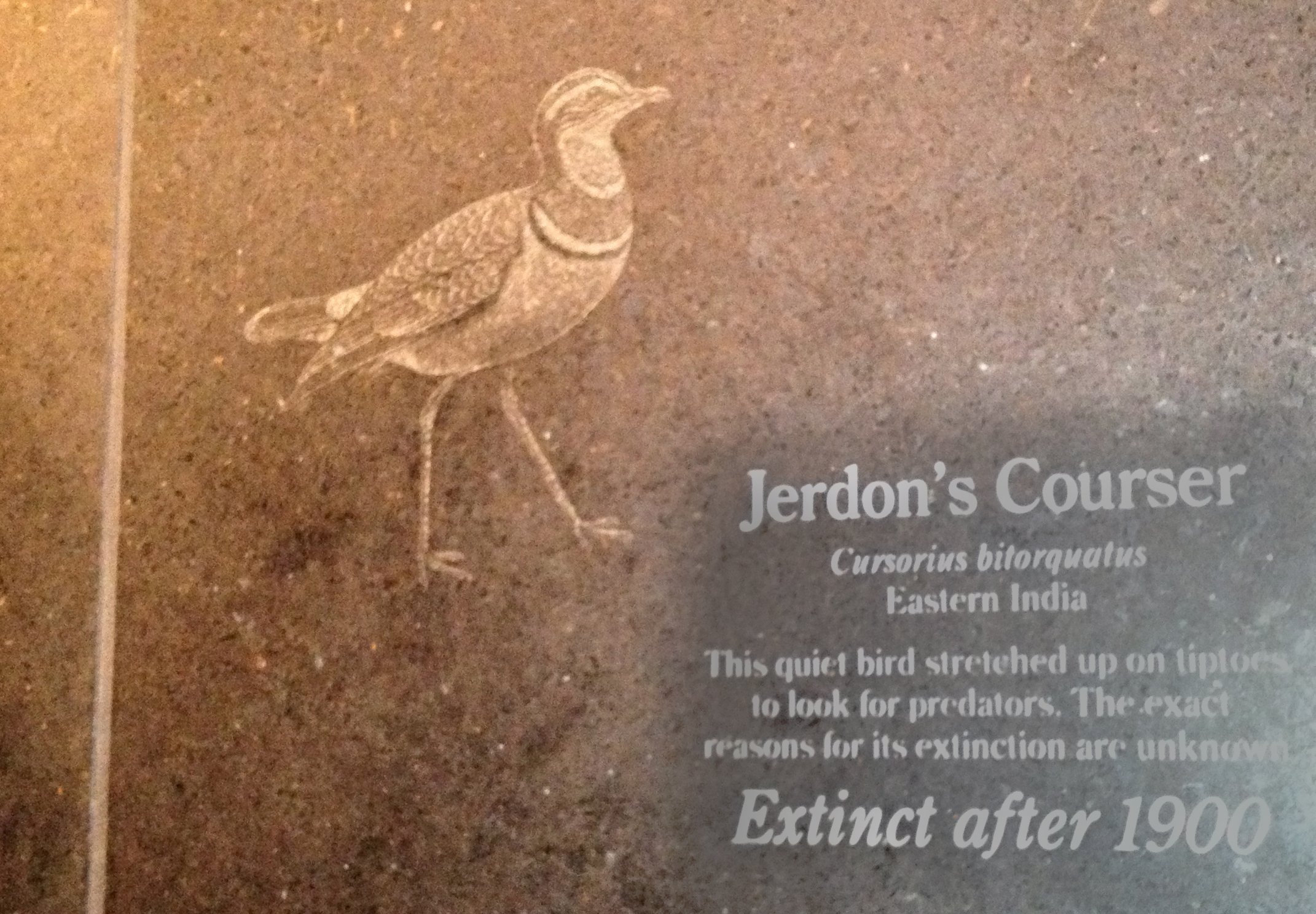
Gedenkstein für den Godavarirennvogel im Bronx Zoo, der vor seiner Wiederentdeckung errichtet wurde.

Der Godavarirennvogel war bereits im 19. Jahrhundert selten und schwer zu finden mit Sichtungen in den Jahren 1848 und 1871. Er galt seit Juni 1900 als ausgestorben, bevor er im Januar 1986 nach einer einjährigen Forschungsarbeit der Bombay Natural History Society wiederentdeckt wurde. Zwei frühere Suchen in den 1930er und 1970er Jahren in den Ostghats waren Fehlschläge. Der Godavarirennvogel gilt als einer der seltensten Vögel der Welt und ist vom Aussterben bedroht. Im Januar 1986 wurden drei lebende Vögel in Reddipalli bei Kadapa in Buschwäldern unterhalb der Lankamalai-Hügel im Sagileru-Flusstal und im Pennar-Flusstal, im Süden von Andhra Pradesh, gesichtet. Die seit 1986 gesammelten Aufzeichnungen umfassen gegenwärtig sechs Fundorte in der Nähe der Lankamalai-Berge. Zwei Vögel, die 2009 im Distrikt Cuddapah im Bundesstaat Andhra Pradesh beobachtet wurden, waren die ersten bestätigten Sichtungen seit 2004. An den bekannten Fundorten wurden mindestens acht Individuen gesichtet. Die IUCN schätzt die Population auf 50 bis 249 geschlechtsreife Individuen. Die Gesamtfläche des geeigneten Lebensraums innerhalb des bekannten Verbreitungsgebietes beträgt nur 2000 km². Die Hauptbedrohung ist der Verlust von Lebensraum durch Brennholzsammeln, Viehweiden, Steinbrüche und Rodungen für Landwirtschaft und Plantagen. Der Lebensraum steht unter Beweidungsdruck und wird immer knapper und fragmentierter. Die Auswertung von Satellitenbildern ergab, dass 11 bis 15 % des Buschlebensraums in weniger als einem Jahrzehnt, zwischen 1991 und 2000, verloren gegangen waren. Die Wiederentdeckung der Art erfolgte gerade noch rechtzeitig, als das Telugu-Ganga-Bewässerungssystem unter dem Druck der Naturschützer umgeleitet wurde. Erhebliche Fortschritte wurden beim Schutz des Lebensraums erzielt: ein Wald in der Nähe von Kadapa, in dem man die Art wiederentdeckt hatte, wurde zum Sri Lankamalleswara Wildlife Sanctuary erklärt, und ortsansässige Vogelfänger wurden als Wächter des Schutzgebietes eingesetzt; ein weiteres Reservat von 500 km² wurde als weiteres Schutzgebiet ausgewiesen, und ein weiteres von 1300 km² ist ebenfalls geplant. Ein gewisses Weide- oder anderes Habitatmanagement könnte notwendig sein, um die Buschlandschaften zu erhalten.